# 마님 (2015년 영화)
"마님"은 2015년에 개봉한 대한민국의 영화이다.

## 캐스팅
- 김정아
- 김지훈
- 명계남